# Eine Formalie in Kiew
Eine Formalie in Kiew ist ein Roman des deutsch-ukrainischen Autors Dmitrij Kapitelman, der am 25. Januar 2021 erschienen ist. Kapitelman erzählt darin teils autobiografisch, teils fiktiv von seiner Reise nach Kiew, seiner Vergangenheit und seiner Familie.

## Handlung und Kontext
Die Geschichte beginnt mit Dmitrij Kapitelmans Initiative, einen deutschen Pass beantragen zu wollen.: S. 14–15. Bei der deutschen Behörde merkt er jedoch, dass er für einige Dokumente in die Ukraine nach Kiew reisen muss, in seine Heimatstadt, die er vor 25 Jahren verlassen hat.: S. 14 Dmitrij, geboren 1986, konnte aufgrund seiner jüdischen Identität: S. 21 mit acht Jahren nach Deutschland ausreisen.: S. 9 Seine Eltern bleiben innerlich auf Distanz zu Deutschland,: S. 24 Dmitrij integriert sich besser. Mit den Jahren wächst die Mauer zwischen Sohn und Eltern,: S. 12 Dmitrij will diese mit dem Wechsel der Nationalität unterstreichen.: S. 8 In Kiew angekommen fühlt sich Dmitrij einerseits fremd und merkt, wie sehr er sich von seiner Vergangenheit distanziert hat,: S. 38 andererseits taucht er immer mehr in die Erlebnisse aus seiner Kindheit ein.: S. 66 Er trifft seinen alten Kindheitsfreund Rostik: S. 69., 18 und besucht seine alte Wohnung.: S. 52 Die Behördengänge für seine Dokumente laufen unerwartet unkompliziert ab,: S. 82 aber als Kapitelman die Abreise plant, verkomplizieren sich die Dinge. Sein Vater Leonidovich meldet sich und teilt ihm mit, dass er in die Ukraine reisen müsse, um zum Zahnarzt zu gehen.: S. 84 Leonidovich hatte es versäumt, seine Krankenkasse in Deutschland zu bezahlen.: S. 24, 85 Bei seiner Ankunft wird schnell klar, dass sein Vater schon länger lebensbedrohlich erkrankt ist,: S. 115 ein Schlaganfall wird diagnostiziert. Dmitrij organisiert mit Hilfe alter ukrainischer Freunde: S. 111 einen Aufenthalt im Krankenhaus und einen Besuch beim Neurologen. Aufgrund der schweren Erkrankung reist nun auch Mutter Vera nach Kiew.: S. 134 Die Familie überwindet während des Aufenthaltes die jahrelange Entfremdung.: S. 150 Kapitelman lernt seine ukrainische Herkunft zu schätzen. Bei der Rückreise nach Deutschland erleidet Leonidovich einen weiteren Schlaganfall,: S. 108 während die deutsche Passbehörde am Flughafen die Einreisenden schikaniert.: S. 90

### Historischer Hintergrund / Kontext
Da die Familie Kapitelman jüdischen Ursprungs ist, konnte sie 1991 nach dem Zerfall der Sowjetunion als Kontingentflüchtlinge nach Deutschland ausreisen. Deutschland erlaubte die Einreise von jüdischen Familien, da diese in der Sowjetunion verfolgt oder benachteiligt wurden.: S. 21: S. 9
Der Konflikt in der Ukraine mit der Annexion der Krim durch Russland von 2014 ist ein überliegendes Thema, viele Charaktere sind direkt oder indirekt vom Krieg betroffen.: S. 13 Der russisch-sprechende Dmitrij erfährt das russophobe Klima, dass sich während des Konflikts gebildet hat.: S. 63
Auch die Präsidenten der Ukraine werden genannt, oft wird darüber gesprochen, wie korrupt sie sind,: S. 62 jedoch scheint Wolodymyr Selenskyj, der immer nur als “der Komikerpräsident” auftaucht, beliebter zu sein und die Ukraine tatsächlich zu verwandeln.: S. 74

## Charakterisierung
Dmitrij Kapitelman ist der Protagonist des Textes. Seit der Auswanderung nach Deutschland ist die Mauer zwischen ihm und seinen Eltern stetig gewachsen: S. 12 bis zu dem Punkt, an dem Dmitrij nicht mehr mit ihnen redet.: S. 12. Dies ist der Hauptgrund, weshalb er nach 25 Jahren den deutschen Pass beantragt.: S. 8 Er will sich von seinen Eltern abgrenzen.
Vera ist Dmitrijs Mutter. Seit sie in Deutschland wohnt, zieht sie sich immer mehr aus der Gesellschaft zurück.: S. 23 Die Katzen, die sie zuhause züchtet, scheinen ihr wichtiger zu sein als alles andere in ihrem Leben. Dmitrij beschreibt sie als eine selbstgerechte Besserwisserin.: S. 30
Leonidovich ist Dmitrijs Vater. Er hat in Deutschland ein Geschäft eröffnet, in dem er ukrainische Waren verkauft.: S. 24 Leonidovich ist nicht mehr das Energiebündel, dass er einst in der Ukraine war. Dmitrij kann nur zusehen, wie sein Vater langsam aus der Gesellschaft entschwindet.: S. 26

## Form

### Gattung und Erzählinstanz
Das Werk von Dmitrij Kapitelman zählt zur Gattung der Romane. Die Geschichte bezieht sich jedoch stark auf Kapitelmans Leben und weist viele Verbindungen auf. Dies erschwert die Unterscheidung zwischen Roman und Autobiografie. Der Text „Eine Formalie in Kiew“ wird daher eher in die Kategorie der Autofiktion eingeteilt. Kapitelmans Vater und Mutter sind wie im Text jüdisch und moldawischer Herkunft,: S. 18–19 seine Schwester, die im Text oft erwähnt wird,: S. 20 ist fiktional. Die Geschichte wird aus der Perspektive eines Ich-Erzählers erzählt. Der Leser erhält dadurch einen Einblick in die Gedanken und Gefühle von Dmitrij. Die Erzählerinstanz ändert sich nicht im Verlauf des Texts.

### Aufbau
Der Roman enthält mit Prolog und Epilog rund 176 Seiten. Die Geschichte ist größtenteils chronologisch aufgebaut, Rückblicke in die Vergangenheit der Familie werden von Kapitelman jedoch häufig eingesetzt.: S. 7., 18., 19 Wenn von der Kindheit von Dmitrij gesprochen wird oder auch vom Verhalten der Charaktere in der Vergangenheit, nutzt Kapitelman das Präfix «Damals» vor jedem Charakter.: S. 20 Er vergleicht oft zwischen z. B. «Damals-Mama» und «Heute-Mama».: S. 20, 59

### Sprache
Kapitelman schreibt in einer sehr umgänglichen und authentischen Sprache. Der Lesende kann sich somit ein klares Sprachbild des Protagonisten bilden. Auf jegliche Formalität wird dabei verzichtet, Fluchwörter werden oft verwendet.: S. 114 Gefühle sind sehr präzise erläutert, denn schließlich widerspiegelt der Autor sein reales Ich.: S. 38
Es fällt auf, wie viele russische Begriffe gebraucht werden.: S. 48 Beispielsweise: „Ich weiß, das Viertel, wo wir hinfahren, ist nicht der pup zemli“.: S. 53 Pup zemli ist sowjetrussisch und bedeutet so viel wie der Nabel der Welt. Oft erklärt Kapitelman die Begriffe nach ihrem Gebrauch. Auch der größte Teil der Schimpfworte und Flüche stammt aus dem Russischen.: S. 114
Kapitelman gestaltet den Lesenden klare Bilder der Konversationen, indem er das Vokabular und die Dialekte von Person zu Person verändert. Ein Beispiel ist das Gespräch mit Frau Kunze von der deutschen Behörde: „Joa, üm den Ümgang mid den ukrainsch’n Behörd’n be-neide ich Sie ooch nisch.“: S. 14 Der sächsische Dialekt verpasst dem Inhalt zusätzliche Realität.

## Themen und Motive
Katzen: Die Katzen von Vera sind ein zentrales Motiv im Text und stehen für die Mauer zwischen Vera und ihrem Sohn,: S. 12 aber auch für das Verhältnis zwischen Dmitrij und seiner ukrainischen Vergangenheit.: S. 99 Dabei lernt Dmitrij langsam durch die Katzen in seiner ukrainischen Unterkunft, diese zu lieben.: S. 99 Dies zeigt an, dass die Mauer zwischen Vera und Dmitrij langsam abgebaut wird, und er beginnt Vera zu verstehen.
Gullydeckel: Dmitrij lernt von klein auf, nicht auf den ukrainischen Gullydeckeln zu stehen, da diese in der Ukraine oft marode sind.: S. 7 Sie sind symbolisch für das Missmanagement der ukrainischen Regierung. Jedoch zeigen sie auch den Punkt, an dem die Mauer zwischen Vera und Dmitrij einreißt, nämlich als Vera, die Dmitrij immer das Gegenteil gepredigt hatte, bei einem Spaziergang direkt auf einem Gullydeckel steht.: S. 7
Korruption: Über die Korruption in der Ukraine macht sich Kapitelman schon fast lustig, er erwähnt oft die «Entdankung»,: S. 121 das Geben von Geld an Beamte und Ärzte. Dass sich die ukrainische Bevölkerung über ihre Präsidenten lustig macht,: S. 62 ist dabei mehr ein Symptom der Korruption.

## Rezensionen
- Andreas Platthaus empfindet Eine Formalie in Kiew als eine Weise der Völkerverständigung: „Es geht Kapitelman stark ums Sprachliche. Nicht nur, dass er sächsischen Zungenschlag gut schriftlich zu imitieren weiß, er liefert in seinem Buch auch eine Sprachphänomenologie des Postsozialismus. Und das nicht in platt denunziatorischer Weise, sondern satirisch zugespitzt vor allem über seine Eigenschaft als Doppelsprachler“ (Andreas Platthaus, Frankfurter Allgemeine Zeitung, Besprechung von 27. Januar 2021)[4]
- Paul Jandl ist von Dmitrij Kapitelmans Roman nicht so sehr überzeugt. Ihn stört die stilistische Unentschlossenheit zwischen Satire und erlebter Erzählung (Paul Jandl, Neue Zürcher Zeitung, 22. Januar 2021)[5]